# Asociația pentru Dezvoltarea Antreprenoriatului Feminin
Asociația pentru Dezvoltarea Antreprenoriatului Feminin este o organizație nonguvernamentală din România, înființată în anul 2001. Această asociație are ca misiune promovarea și sprijinirea activității antreprenoriale, promovând în același timp principiul egalității de șanse.  

## Istoric
Asociația pentru Dezvoltarea Antreprenoriatului Feminin este o organizație nonguvernamentală înființată în anul 2001, la inițiativa unui grup de 6 femei de afaceri și manageri cu scopul principal de a promova și sprijini activitatea antreprenoriala a femeilor. Asociația pentru Dezvoltarea Antreprenoriatului Feminin este membru fondator al Coaliției Femeilor de Afaceri din România, al Coaliției Asociațiilor Femeilor de Afaceri din Balcani și al  Pactului pentru Ocupare și Incluziune Socială în regiunea București Ilfov.  
Au fost înființate alte trei filiale regionale in orașele Slobozia, Pitești și Oltenița. 

## Membrii asociației
Membrele ADAF sunt femei care au inițiat și conduc afaceri mari, mici și medii, sunt proprietare de întreprinderi sau manager în activități din numeroase domenii importante.  
Consiliul Director al Asociației pentru Dezvoltarea Antreprenoriatului Feminin este format din:  
- Dr. Cornelia Rotaru- Președinte Asociația pentru Dezvoltarea Antreprenoriatului Feminin
- Dna. Gabriela Pipera- Vicepreședinte Asociația pentru Dezvoltarea Antreprenoriatului Feminin
- Dl. Cristian Pipera- Vicepreședinte Asociația pentru Dezvoltarea Antreprenoriatului Feminin

## Obiective
Misiunea este de a sprijini participarea femeii în afaceri ca întreprinzătoare, manager, salariată folosind informația, comunicarea și asocierea. Obiectivele principale ale asociației includ: 
- dezvoltarea culturii antreprenoriale și asociative în rândul femeilor prin instruire și servicii de furnizare de informații, consultanta;
- incurajarea inițiativei private și dezvoltarea capacității de acțiune și a leadershipului feminin;
- intensificarea cooperării trans-frontaliere cu femei de afaceri și asociații ale acestora;
- implicarea în activități de advocacy pentru îmbunatățirea legislației și a climatului de afaceri;
- dezvoltarea de parteneriate cu instituții publice și organizații similare din țara și străinătate.

## Proiecte
- Antreprenor în România!

Proiectul a fost lansat in 2017, având ca scop dezvoltarea competentelor antreprenoriale și manageriale a 206 persoane din diaspora și acordarea de suport pentru operaționalizarea ideilor de afaceri, înființarea și dezvoltarea de intreprinderi non-agricole, inovative, sustenabile și incluzive, în mediul urban din România în 7 regiuni de dezvoltare, creatoare de locuri de munca, cu o dată limită de finalizare la 28-08-2020.
- Implică-te în viitorul tău! Califică-te![2]

Scopul proiectului este de a crește nivelul de calificare a persoanelor inactive din zonele rurale afectate de șomaj prin participarea unui număr de 400 persoane la programe integrate incluzând informare, consiliere-orientare, asistenta în cariera/afaceri și cursuri de formare profesionala în vederea facilitării accesului la ocupare în domenii non-agricole de interes pentru piața muncii.
- FARMEC- Femei Asistate pentru Reușită pe Piața Muncii și Evoluție în Carieră[3]

Obiectivul general al proiectului este de a asigura si promova tratamentul și accesul egal pe piața muncii pentru femei din trei regiuni de dezvoltare ale României (București-Ilfov Sud-Muntenia și sud-vest Oltenia).
- EVA – Era Valorificarii Antreprenoriatului Feminin

Program de măsuri integrate pentru ocupare în regiunea București-Ilfov.